# Japan erreichen

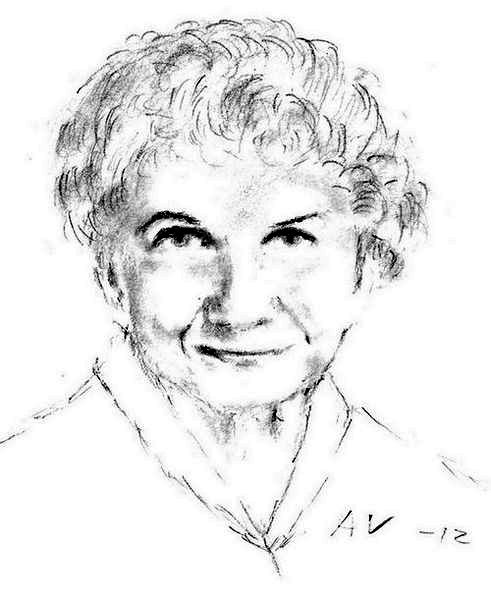
Alice Munro, Nobelpreis für Literatur 2013

Japan erreichen (im Original To Reach Japan) ist eine Short Story von Alice Munro aus dem Jahr 2012, in der es unter anderem um selbstbestimmtes Handeln geht.

## Handlung
Die Geschichte handelt von Greta und ihrem Unterwegssein im Leben, beim Gedichteverfassen, auf einer Party, in einer Bahn, mit ihrer kleinen Tochter Katy, deren Vater Peter und anderen Männern. Eines Tages nutzt Greta ihre poetischen Fähigkeiten dazu, eine Flaschenpost in modernem Format auszuprobieren, worauf sich der Titel des Werks bezieht. Greta war ein bestimmter Mann, der sie von der Party nach Hause gebracht hatte, nicht aus dem Kopf gegangen. Er lebt aber nicht in Vancouver, sondern in Toronto. Dort hat Greta Freunden, die eine Weile abwesend sind, das Haushüten zugesagt, weil es für sie und ihre Tochter am Saisonarbeitsplatz von Peter weit im Norden keine Unterkunft zu geben scheint. Als Greta und Katy wie angekündigt an einem bestimmten Tag zu einer bestimmten Uhrzeit an einem bestimmten Ort eintreffen, scheint eine neue Phase zu beginnen, die, so die Aussage von Greta zu Katy, als eine Art Zwischenzeit gelten soll, bis der Vater von seinem Job im Norden zurück ist. Die Tochter hat anlässlich dieser Bahnfahrt zwei Varianten des Winkens von Männern am Bahnsteig kennengelernt. Das Ende ist offen und schildert eine Abhängigkeit der Tochter von den Entscheidungen ihrer Mutter. Es wird teilweise aus der Perspektive von Katy erzählt.

## Rezensionen
Bei Munro gebe es nichts Invariables der Art wie Greta es aus Geschichten von Flucht und Vertreibung erinnert, so Cathleen Schine in ihrem Review der Sammlung für The New York Review of Books, in dem sie eingangs einen Abschnitt aus To Reach Japan zitiert. Vor allem, wenn in einem Werk von Munro bereits Vertrautes wiederkehre, würden unendlich viele Variationen von Leben aufgezeigt. Dem Variantenhaften wohnten Möglichkeiten inne, die in jedem ihrer Werke das Erzählte vorantreibe. Eine Story nach dem Schema „traurige Frau wird glücklicher“ sei nach so vielen Geschichten unvermeidbar gewesen, schreibt Christian Lorentzen am Ende seines Reviews im London Review of Books im Juni 2013. Aus ihrer Ehe unterbewusst bereits ausgebrochen sei Greta bereits beim Abschied von ihrem Mann zu Beginn der Geschichte, meint Elke Schröder.

## Ausgaben und Versionen

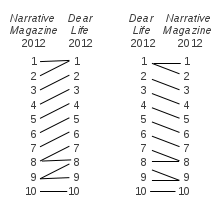
Alice Munro: To Reach Japan (2012 / 2012), Versionsunterschiede nach Abschnitten

To Reach Japan ist enthalten in Dear Life (2012), Alice Munros vierzehnter und jüngster Sammlung von Kurzgeschichten, die auf Deutsch mit dem Titel Liebes Leben (2013) erschienen ist. To Reach Japan hat im Band Dear Life eine Länge von 27 Seiten. Eine weitere Fassung ist im Web kostenfrei zu lesen.
Die Zeitschriftenversion ist etwas länger als die Buchversion. Ein Abschnittswechsel ist getilgt worden, nämlich zwischen dem ersten und dem zweiten Abschnitt. Zwei weitere Abschnittswechsel sind an anderer Stelle platziert worden (in den Abschnitten 8 und 9). Der achte Abschnitt wurde dadurch auf zwei andere aufgeteilt und der neunte Abschnitt auch. In der Buchversion besteht der achte Abschnitt also aus zwei Teilen, die in der Zeitschriftenversion nicht im selben Abschnitt standen.
Die beiden detailliertesten Unterschiede finden sich am Ende von Abschnitt 1 der Buchversion (in der Zeitschriftenversion ist dies ein eigener Abschnitt, der zweite) und in der Mitte von Abschnitt 3 der Buchversion (in der Zeitschriftenversion in Abschnitt 4). In der ersten dieser beiden Passagen geht es um das Selbstverständnis der Dichterin im Angesicht dessen, was ihr Ehemann und andere Leute bezüglich ihres Schreibens sagen oder sagen würden. In der zweiten Passage vergleicht Greta die Party in Schriftstellerkreisen, bei der sie sich gerade befindet, mit anderen, in Ingenieurskreisen, bei denen sie zusammen mit Peter war. Die Fassungen unterscheiden sich ansonsten etwa darin, dass in der Buchversion am Beginn die Worte „their daughter“ (ihre Tochter) fehlen, dass am Ende die letzten beiden Sätze anders aufgeteilt worden sind und dass die Zeitschriftenversion am Schluss das Wort „downcast“ (niedergeschlagen) als Beschreibung für Katy enthält.